# 마령면
마령면(馬靈面)은 전북특별자치도 진안군의 면이다. 면적은 42km2정도되며 인구는 2,255명(2006)이다. 마이산도립공원 자락에 위치해 있다.

## 행정 구역

### 법정리
- 강정리
- 계서리
- 덕천리
- 동촌리
- 평지리